# Chinnampalayam
Chinnampalayam é uma vila no distrito de Coimbatore , no estado indiano de Tamil Nadu.

## Demografia
Segundo o censo de 2001,  Chinnampalayam  tinha uma população de 7191 habitantes. Os indivíduos do sexo masculino constituem 51% da população e os do sexo feminino 49%. Chinnampalayam tem uma taxa de literacia de 83%, superior à média nacional de 59.5%; a literacia no sexo masculino é de 86% and female literacy of 79%. 7% da população está abaixo dos 6 anos de idade.